# Maja Knez
Maja Knez, slovenska alpska smučarka, * 16. julij 1992. 
Knez je bila članica kluba SK Slovenj Gradec. Nastopila je na svetovnih mladinskih prvenstvih v letih 2010 in 2011, ko je dosegla 22. mesto v smuku in 25. v veleslalomu, leta 2010 pa 32. mesto v smuku. V svetovnem pokalu je edinkrat nastopila 22. januarja 2011 na smuku v Cortini d'Ampezzo, kjer je zasedla 46. mesto.